# Curtiss JN-4 (timbre)

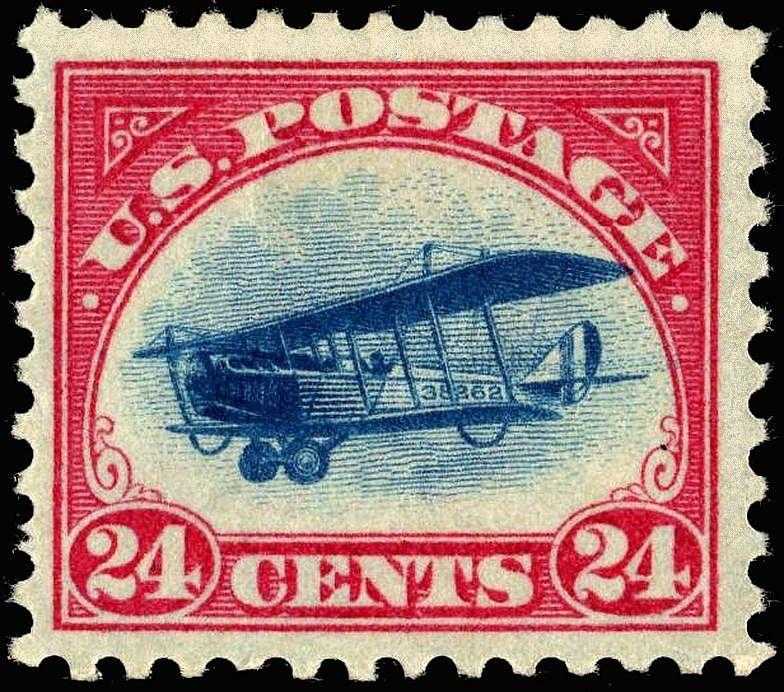
Le 24 cents rouge et bleu.

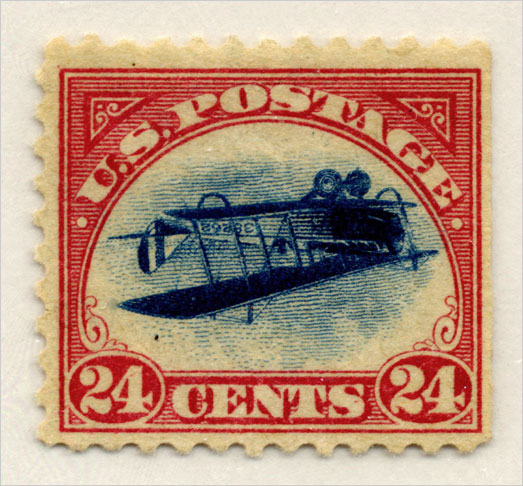
Un exemplaire de la variété Inverted Jenny.

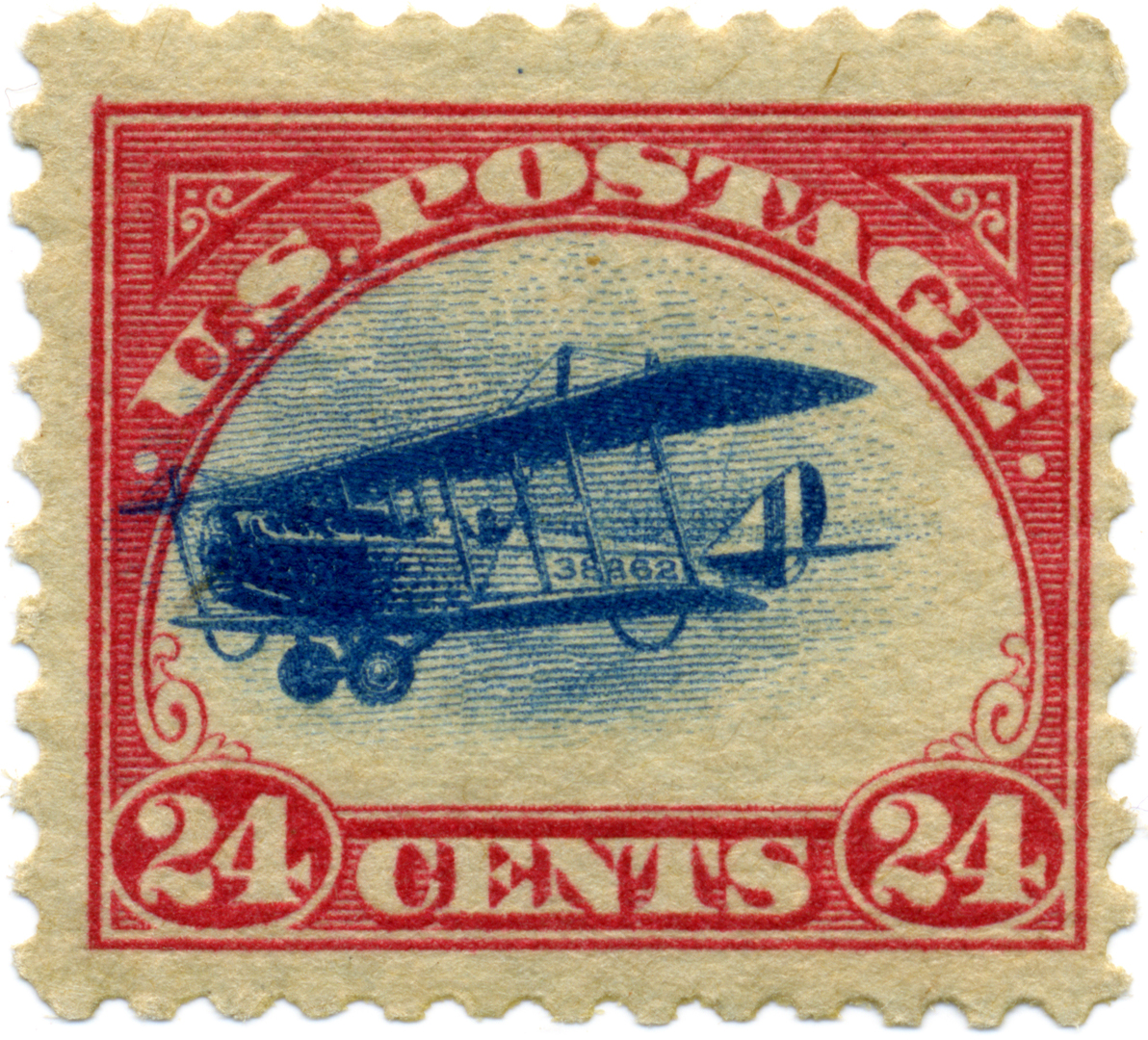
Un exemplaire de la variété Fast Plane.

L'avion biplan Curtiss JN-4 est le sujet des trois premiers timbres de poste aérienne, émis en 1918 aux États-Unis d'Amérique. Le 24 cents rouge et bleu est célèbre pour une variété connue sous le terme d'Inverted Jenny (le Jenny renversé).

## Description
Les trois timbres représentent en leur centre un Curtiss JN-4 en vol, avion biplan fabriqué à partir de 1915 par la Curtiss Company. L'avion est surnommé Jenny, prénom anglais dont les consonnes correspondent au nom de l'avion « JN ». Le pourtour annonce « . U.S. POSTAGE . » pour postes des États-Unis et la valeur faciale en cents.
Ils sont imprimés en taille-douce en un passage pour les monocolores 6 cents orange et 16 cents vert, deux (un pour imprimer chaque couleur) pour le 24 cents rouge et bleu. Ce dernier est le premier émis le 15 mai 1918, suivi du 16 cents le 11 juillet 1918 et du 6 cents le 10 décembre 1918.

## Historique
Dans les années 1910, l'US Post Office a mené des essais de transport aérien du courrier. Ils aboutissent à l'inauguration d'une ligne régulière entre New York, Philadelphie et Washington, le 15 mai 1918. Le tarif de l'expédition par avion est fixé à 24 cents contre 3 cents habituellement. Un timbre de cette valeur est émis représentant l'avion choisi pour la liaison : le Curtiss JN4.
Le dessin et la gravure sont réalisés dans l'urgence, cette dernière commence le 4 mai et l'impression le vendredi 10 mai. Au cours de celle-ci, des feuilles mal positionnées au second passage et représentant l'avion à l'envers sont trouvées et détruites.
Les bureaux de poste sont livrés le lundi 13 mai.

## Inverted Jenny

### La découverte
Comme en 1869 et en 1901, des timbres bicolores au centre renversé sont parvenus jusqu'aux bureaux de poste malgré la vigilance des imprimeurs, des collectionneurs se sont rendus dans les bureaux dans l'espoir d'en trouver avec le nouveau timbre de 24 cents. Le 14 mai, W. T. Robey voit le postier sortir une feuille entière de centre inversé qu'il achète.
Robey contacte marchands de timbres et journalistes au sujet de sa trouvaille et cache la feuille lors des visites des inspecteurs de la poste. Rapidement, il vend la feuille au négociant de Philadelphie, Eugene Klein pour 15 000 dollars. Klein la revend immédiatement à Edward Howland Robinson Green, fils de la femme d'affaires Hetty Green, pour 20 000 dollars.
Sur le conseil de Klein, Green découpe des blocs de la feuille pour les revendre au prix fort : un bloc de huit, plusieurs de quatre et le reste à l'unité. Green en conserve plusieurs, dont un qu'il fait monter en pendentif pour son épouse.

### Devenir et enchères
L'Inverted Jenny est devenu un des plus célèbres timbres des États-Unis.
Le pendentif de madame Green est proposé pour la première fois lors d'une vente aux enchères par Siegel Auction Galleries, le 18 mai 2002, mais ne trouve pas preneur. La presse philatélique rapporte néanmoins qu'une vente privée a été conclue par la suite à un prix inconnu.
En octobre 2005, un bloc de quatre Inverted Jennies est cédé à un acheteur anonyme pour 2 970 000 dollars. Il se révèle être le financier William H. Gross qui l'échange contre l'un des deux seuls 1 cent Z Grill existant, que Donald Sundman, président de Mystic Stamp Company, a acheté 935 000 dollars lors de la dispersion de la collection de Robert Zoellner. Cet échange permet à Gross de posséder alors la seule collection complète de timbres des États-Unis émis au XIXe siècle.
Le plus haut prix versé pour un seul Inverted Jenny atteint un million de dollar en 2007. Un acteur d'Hollywood resté anonyme achète à ce prix un exemplaire avec gomme d'origine intacte à un négociant philatélique de Kansas City, Jay Parrino. Au cours d'une vente aux enchères, le maximum est de 977 500 dollars pour un exemplaire avec une légère trace de charnière, le 14 novembre 2007, au lieu de 525 000 dollars lors d'une précédente vente en 2005.^$

## Dans la culture populaire
Le timbre apparait dans l'épisode Le Quatuor d'Homer de la série les Simpson et dans la bande dessinée Mineur de coffre de Don Rosa.
Il est également décrit au début du roman de Philip Roth, Le Complot contre l'Amérique comme rêve philatélique du narrateur.